# هم‌نوازی روستایی
هم‌نوازی روستایی (انگلیسی: Pastoral Concert) یک نقاشی رنگ روغن بر روی بوم می‌باشد که در حوالی سال ۱۵۰۹ طرح گردیده، این نقاشی به دو تن از استادان رنسانس ایتالیا یعنی تیسین (که امروزه احتمال بیشتری داده می‌شود) یا جورجونه نسبت داده می‌شود، این اثر هنری امروزه در موزه لوور پاریس نگهداری می‌شود.